# محراب أباد (سررود الجنوبي)
محراب أباد (بالفارسية: محراب‌آباد) هي قرية تقع في إيران في قسم سررود الجنوبي الريفي. يقدر عدد سكانها بـ 35 نسمة .